# Gandzasarstadion
Het Gandzasarstadion is een voetbalstadion in de Armeense stad Kapan. In het stadion speelt Gandzasar Kapan haar thuiswedstrijden.